# Valea Oltului Inferior
Valea Oltului Inferior este o arie protejată (arie de protecție specială avifaunistică — SPA) din România întinsă pe o suprafață de 52.789,8 ha, integral pe uscat.

## Localizare
Centrul sitului Valea Oltului Inferior este situat la coordonatele 44°12′09″N 24°22′37″E / 44.202581°N 24.376958°E. Acesta se întinde pe teritoriile administrative ale județelor Olt (Băbiciu, Brâncoveni, Cilieni, Coteana, Curtișoara, Dăneasa, Dobrosloveni, Dobroteasa, Drăgănești-Olt, Fălcoiu, Fărcașele, Găneasa, Giuvărăști, Gostavățu, Grădinari, Ipotești, Izbiceni, Mărunței, Milcov, Osica de Sus, Piatra-Olt, Pleșoiu, Rusănești, Scărișoara, Slatina, Slătioara, Sprâncenata, Stoenești, Strejești, Teslui, Tia Mare, Verguleasa și Vulturești), Teleorman (Beciu, Lunca, Plopii-Slăvitești, Saelele, Segarcea-Vale, Slobozia Mândra și Uda-Clocociov) și Vâlcea (Băbeni, Budești, Drăgășani, Drăgoești, Galicea, Ionești, Mihăești, Olanu, Orlești, Prundeni, Râmnicu Vâlcea și Voicești).

## Înființare
Situl Valea Oltului Inferior (ROSPA0106) a fost declarat arie de protecție specială avifaunistică în octombrie 2007 pentru a proteja 92 de specii de animale. Aria include rezervațiile naturale Iris - Malu Roșu și Lacul Strejești.

## Biodiversitate
Situată în ecoregiunea continentală, aria protejată nu include niciun habitat protejat.
La baza desemnării sitului se află mai multe specii protejate de  păsări (92): uliu păsărar (Accipiter nisus), lăcar mare (Acrocephalus arundinaceus), lăcar de mlaștină (Acrocephalus palustris), lăcar de rogoz (Acrocephalus schoenobaenus), lăcar de lac (Acrocephalus scirpaceus), ciocârlie de câmp (Alauda arvensis), rață sulițar (Anas acuta), rață pitică (Anas crecca), rață fluierătoare (Anas penelope), rață mare (Anas platyrhynchos), rață pestriță (Anas strepera), gârliță mare (Anser albifrons), fâsă de luncă (Anthus pratensis), fâsă de munte (Anthus spinoletta), fâsă de pădure (Anthus trivialis), stârc cenușiu (Ardea cinerea), ciuf de pădure (Asio otus), rață cu cap castaniu (Aythya ferina), rața moțată (Aythya fuligula), buhai de baltă (Botaurus stellaris), Bucephala clangula, pasărea ogorului (Burhinus oedicnemus), șorecar comun (Buteo buteo), fugaci de țărm (Calidris alpina), cânepar (Carduelis cannabina), sticlete (Carduelis carduelis), scatiu (Carduelis spinus), chirighiță-cu-aripi-albe (Chlidonias leucopterus), florinte (Chloris chloris), barză albă (Ciconia ciconia), erete vânăt (Circus cyaneus), botgros (Coccothraustes coccothraustes), dumbrăveancă (Coracias garrulus), cuc (Cuculus canorus), lebădă de iarnă (Cygnus cygnus), lebădă de vară (Cygnus olor), lăstun de casă (Delichon urbica), egretă albă (Egretta alba), presură sură (Emberiza calandra), măcăleandru (Erithacus rubecula), cinteză (Fringilla coelebs), Fringilla montifringilla, lișiță (Fulica atra), rândunică (Hirundo rustica), stârc pitic (Ixobrychus minutus), sfrâncioc mare (Lanius excubitor), sfrânciocul cu frunte neagră (Lanius minor), pescăruș argintiu (Larus cachinnans), pescăruș sur (Larus canus), pescăruș mic (Larus minutus), pescăruș râzător (Larus ridibundus), grelușelul-de-tufiș (Locustella fluviatilis), grelușel-de-zăvoi (Locustella luscinioides), privighetoare (Luscinia megarhynchos), ferestraș mic (Mergus albellus), ferestrașul mare (Mergus merganser), prigoare (Merops apiaster), codobatură galbenă (Motacilla alba), codobatură de munte (Motacilla cinerea), codobatura galbenă (Motacilla flava), muscar sur (Muscicapa striata), rață cu ciuf (Netta rufina), pietrar sur (Oenanthe oenanthe), grangur (Oriolus oriolus), pelican creț (Pelecanus crispus), cormoran mare (Phalacrocorax carbo), bătăuș (Philomachus pugnax), codroș de munte (Phoenicurus ochruros), codroșul de pădure (Phoenicurus phoenicurus), pitulice de munte (Phylloscopus collybita), pitulice sfârâitoare (Phylloscopus sibilatrix), pitulice-fluierătoare (Phylloscopus trochilus), corcodel mare (Podiceps cristatus), brumăriță de pădure (Prunella modularis), mugurarul (Pyrrhula pyrrhula), ciocântors (Recurvirostra avosetta), aușel cu cap galben (Regulus regulus), lăstun de mal (Riparia riparia), mărăcinar (Saxicola rubetra), mărăcinar negru (Saxicola torquatus), graur (Sturnus vulgaris), silvie cu cap negru (Sylvia atricapilla), silvie de zăvoi (Sylvia borin), silvie-mică (Sylvia curruca), corcodel mic (Tachybaptus ruficollis), călifar alb (Tadorna tadorna), sturzul viilor (Turdus iliacus), mierlă (Turdus merula), sturz-cântător (Turdus philomelos), sturz (Turdus pilaris), sturzul de vâsc (Turdus viscivorus), pupăză (Upupa epops).